# S.P.E.C.I.A.L
《S.P.E.C.I.A.L》은 1999년 11월 24일에 발매된 대한민국 여자 그룹 핑클의 스페셜 앨범 (2.5집)이다. 총 13곡의 트랙으로 구성되어 있고, 전체 러닝타임은 47분 9초다.

## 설명
- 2집 후속곡이 끝나고 바로 녹음을 실시하였다.
- 전곡 신곡이라는 점에서 사실상 정규 음반에 가깝지만 ‘.5집’이기 때문에 스페셜 음반으로 분류한다.[1]
- 컴퓨터의 보편화와 더불어 이 음반부터 핑클의 모든 음반의 곡은 컴퓨터 프로그래밍을 실시한다.
- 핑클을 전반기, 후반기로 나눈다면 이 음반은 전반기의 마지막 음반이다. 1집부터 함께해 온 여러 작곡가 - Mario Bolden, 전준규, 김혜지 - 와의 작업한 마지막 음반이고 동시에 더 많은 음악가들과 작업하였다.
- 수록곡 〈너의 기억〉은 젝스키스의 멤버 은지원이 작곡한 곡이다.
- 멤버 이효리, 이진은 랩으로 참가하였다. (2.5집 5번트랙 기도라는 곡이다.)
- 수록곡 〈인디언 인형처럼〉은 나미의 곡을 리메이크 하였다. 이후 2001년 4월 13일 발매된 핑클의 3.5집이자 리메이크 음반인 《Memories & Melodies》의 시작 점이라고 고백하였다.
- 세 번째 후속곡은 〈가면의 시간〉이지만, 본래에는 〈기도〉로 할 계획이었다.

### 보도자료
- 8월 4일 첫 번째 콘서트를 마치고 얼마 전 라이브 실황 음반과 비디오도 발매돼 높은 판매고를 올리면서 국내 뿐 아니라 대만에서도 많은 사랑을 받고 있는 핑클은 이번 Special Album에서 한층 성숙된 모습을 보여준다.
- 이번 앨범 S.P.E.C.I.A.L은 2.5집이긴 하지만 기존의 노래들을 재편곡한 것이 아니라 13 곡 모두 신곡을 담아 핑클의 팬들에게는 뜻 깊은 선물이 될 것이다. 그리고 이 앨범에는 1집과 2집앨범에 참여했던 변성복, 김석찬, 신인수, 마리오등 의 작곡가들과 더불어 새롭게 안정훈(포지션), 윤일상, 주영훈 등의 쟁쟁한 작곡가들이 참여하고 있다. 또한 특기할 점은 젝스키스의 리더 은지원이 작곡가로서 힙합 스타일의 '너의 기억'이란 곡을 선사한 것과 80년대말 나미가 불러 크게 히트한 '인디언 인형처럼'을 색다르게 리메이크한 것.
- 매 앨범을 발표할 때마다 한층 더 발전된 모습으로 컴백하는 핑클은 이번 앨범에선 이제까지 전혀 보여주지 않았던 랩을 소화해 내고 있는데, 그러한 곡이 바로 'Blind Love', '기도', '너의 기억', '인디언 인형처럼'이다. 그리고 이번 앨범의 타이틀곡은 팝발라드 'To My Prince'로 머라이어 캐리와 셀린 디온의 스타일을 연상시키는 호소력 짙은 보컬을 들려준다. 또한 전작들과는 다르게 컴퓨터 사운드를 배제, 어쿠스틱 사운드를 주조로 이뤄 색다른 느낌을 전한다.

### 뮤직비디오
- 핑클 음반 가운데 유일하게 뮤직비디오가 제작되지 않은 음반이다. 타이틀곡, 후속곡 모두 제작되지 않은 음반이다.

## 방송활동

### 스태프
《S.P.E.C.I.A.L》 활동 기간의 스태프는 아래와 같다.
- 매니저 : 길종화, 심병철, 이승준
- 스타일리스트 : 런던프라이드 (정보윤 外)
- 안무 : 나나스쿨
- 협찬 : O²nd

### 컴백무대
- 1999년 11월 20일, MBC 음악캠프에서 첫 컴백하였다.
- 유례없이 10분 넘는 편성으로 하였다.
‘나의 왕자님께’, ‘기도’, ‘인디언 인형처럼’을 선보였다.

### 나의 왕자님께
- 하얀톤의 드레스를 의상 컨셉으로 삼았다.
- 스탠딩 마이크로 활동하였다.

### 가면의 시간
- 핑클 활동 가운데 처음으로 섹시한 컨셉으로 활동하였다.
- 이효리는 랩을 선보였다.

### White
- 2000년 1월 8일 MBC 음악캠프에서 이효리는 안무 도중 스프레이가 미끄러워 넘어 진 적이 있다.

## 수록곡
1. 나의 왕자님께 (To My Prince)
  - 작곡 : 신인수 / 작사 : 김혜선 / 편곡 : 신동우
2. 가면의 시간
  - 작곡 : 양준영 / 작사 : 김영아 / 편곡 : 양준영
3. 화이트 (White)
  - 작곡 : 김석찬, 전준규 / 작사 : 김영아 / 편곡 : 전준규
4. Blind Love
  - 작곡 : 윤일상 / 작사 : 윤사라 / 편곡 : 윤일상
5. 기도 (Without You)
  - 작곡 : 안정훈 / 작사 : 안정훈 / 편곡 : 안정훈
6. 로즈 (Rose)
  - 작곡 : 주영훈 / 작사 : 김태희 / 편곡 : 주영훈
7. 숨겨진 그림자 (To My Friend)
  -  : 김혜지 / 작사 : 김혜지 / 편곡 : 김승현
8. 아주 잠시만
  - 작곡 : 김혜지 / 작사 : 유유진 / 편곡 : 김승현
9. 중독
  - 작곡·작사·편곡 : Mario Bolden
10. Tonight
  - 작곡 : 마경식 / 작사 : 장대성 / 편곡 : 이종필
11. 너의 기억
  - 작곡 : 은지원 / 작사 : 김영아 / 편곡 : 이종필
12. Maybe
  - 작곡 : 김혜지 / 작사 : 송민아 / 편곡 : 안성일
13. 인디언 인형처럼
  - 작곡 : 이호준 / 작사 : 김순곤 / 편곡 : 김승현

## 참여
이 목록은 해당 앨범의 부클릿 〈staff〉목록에서 참고하였다.
| 핑클 - 이효리 - 리더, 서브 보컬, 코러스, 랩 - 성유리 - 서브보컬, 코러스 - 이진 - 서브보컬, 코러스, 랩 - 옥주현 - 리드보컬, 코러스 세션 - 신현권, 이태윤 - 베이스 기타 - 이근형, Sam Lee, 안정훈 - 기타 - 강윤기 - 드럼 - 최태완, 엄수한, 전준규, 안성일 - 건반 악기 - 이현민, 김세희, 이화영, 문서영, 문수형, 엄세희, 최성희, 김민선 - 현악 - 바비 킴, 은지원, Mario Bolden - 랩 - Mario Bolden, 김현아, 신연아, 이현욱 - 코러스 | 스탭 - 변성복 - 프로듀서, 녹음(광화문 레코딩 스튜디오), 믹싱 - 이종필, 양준영, Mario Bolden, 전준규, 김석찬, 안성일, 신동우, 정진수, 윤일상, 안정훈 - 컴퓨터 프로그래밍 - 정문원, 한종진 - 믹싱 - 안정선(광화문 레코딩 스튜디오) - 녹음 - 민광명, 이현호(광화문 레코딩 스튜디오) - 녹음 보조 - 임재만(코아 스튜디오) - 녹음 - 이승엽, 김승호, 임형준(코아 스튜디오) - 녹음 보조 - 정도원(웨이브 스테이션) - 마스터링 - 심수형 - 디자인 - 윤우택 - 사진 - 길종화, 심병철, 이승준 - 매니지먼트 - 이호연(D.S.P 엔터테인먼트) - 이그제큐티브 프로듀서 |